# Amfoteer
Een chemische verbinding is amfoteer als het zowel met een base als met een zuur kan reageren. Het woord is afkomstig van het Griekse αμφότερος (amphoteros) dat beide betekent.
Amfolyten zijn amfotere stoffen. Zij kunnen dus zowel waterstofionen (H+) opnemen als afstaan. Het zijn dus stoffen die zowel als een zuur of als een base kunnen reageren. Voorbeelden van amfolyten zijn water en de ionen waterstofcarbonaat, waterstofsulfaat en diwaterstoffosfaat. Sommige verbindingen, zoals aminozuren of EDTA, bezitten in dezelfde molecule minstens een zure en een base atoomgroep, waardoor de stof binnen een bepaald pH-gebied als een zwitterion bestaat. De stof zelf draagt dan formele elektrische ladingen.

## Voorbeelden

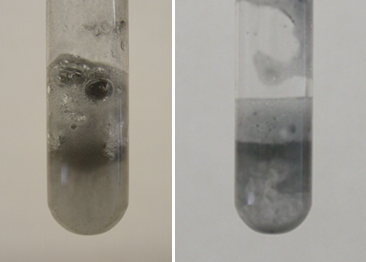
Het amfoteer karakter van aluminiumoxide wordt geïllustreerd door de exotherme reactie met zowel natriumhydroxide (links) als waterstofchloride (rechts).

### Aluminiumoxide
Aluminiumoxide (Al2O3) lost uitstekend op in zowel sterke zuren als in sterke basen.
- In een zuur milieu reageert aluminiumoxide als een base onder vorming van een Al3+-ion:

{\displaystyle {\ce {Al2O3 + 6H+ -> 2Al^3+ + 3H2O}}}
- In een basisch milieu ontstaat er een Al(OH)4−-ion (tetrahydroaluminaat):

{\displaystyle {\ce {Al2O3 + 2OH- + 3H2O -> 2Al(OH)4-}}}

### Waterstofcarbonaat
Het waterstofcarbonaation (HCO3−) reageert zowel met een sterk zuur als met een sterke base. Hierop berust de bufferende werking van de zouten van deze zuurrest, zoals natriumwaterstofcarbonaat.
- Met een zuur reageert het onder vorming van water en koolstofdioxide:

{\displaystyle {\ce {HCO3- + H+ -> CO2 + H2O}}}
- Met een base reageert het onder vorming van water en het carbonaation:

{\displaystyle {\ce {HCO3- + OH- -> CO3^2- + H2O}}}
Vergelijkbare ionen zijn het waterstoffosfaat- en waterstofsulfaation.

### Zwitterionen
Het zwitterion van een aminozuur, algemeen voorgesteld als H3N+-CHR-COO−, kan met een base reageren via de H3N+-groep en met een zuur via de COO−-groep.
- De reactie met sterk zuur is als volgt:

{\displaystyle {\ce {H3N+-CHR-COO- + H+ -> H3N+-CHR-COOH}}}
- De reactie met een sterke base verloopt als volgt:

{\displaystyle {\ce {H3N+-CHR-COO- + OH- -> H2N-CHR-COO- + H2O}}}

### EDTA
EDTA is eveneens een amfotere verbinding, vergelijkbaar met het waterstofcarbonaation. EDTA kan in totaal 4 protonen afsplitsen, wat leidt tot 4 evenwichtsreacties. Bovendien bezit EDTA in de twee stikstofatomen ook als neutraal molecuul twee plaatsen waar een waterstofion kan worden opgenomen, met ook hun eigen evenwichtsreacties.  Dit betekent dat EDTA in zeer sterk zuur milieu als tweewaardig positief ion voorkomt, in sterk basisch milieu juist als vierwaardig negatief ion.  De verschillende ionen zijn dan:
1. {\displaystyle {\ce {(HOOCCH2)2HN+CH2CH2NH+(CH2COOH)2}}}  of H6Y2+; dit deeltje kan alleen H+ afstaan, en is dus alleen zuur.
2. {\displaystyle {\ce {({^{-}}OOCCH2)(HOOCCH2)HN+CH2CH2NH+(CH2COOH)2}}}  of H5Y+; dit deeltje kan zowel H+ afstaan (en wordt dan deeltje 3) als opnemen (en gaat dan over in 1), het is amfoteer.
3. {\displaystyle {\ce {({^{-}}OOCCH2)(HOOCCH2)HN+CH2CH2NH+(CH2COOH)(CH2COO^{-})}}}  of H4Y; ook dit deeltje is een zwitterion en kan H+ afstaan (en wordt dan deeltje 4) als opnemen (en gaat dan over in 2), het is amfoteer.
4. {\displaystyle {\ce {({^{-}}OOCCH2)2HN+CH2CH2NH+(CH2COOH)(CH2COO^{-})}}}  of H3Y−; dit deeltje kan H+ afstaan (en wordt dan deeltje 5) als opnemen (en gaat dan over in 3), het is amfoteer.
5. {\displaystyle {\ce {({^{-}}OOCCH2)2HN+CH2CH2NH+(CH2COO^{-})2}}}  of H2Y2−; dit deeltje kan H+ afstaan (en wordt dan deeltje 6) als opnemen (en gaat dan over in 4), het is amfoteer.
6. {\displaystyle {\ce {({^{-}}OOCCH2)2NCH2CH2NH+(CH2COO^{-})2}}}  of HY3−; dit deeltje kan H+ afstaan (en wordt dan deeltje 7) als opnemen (en gaat dan over in 5), het is amfoteer.
7. {\displaystyle {\ce {({^{-}}OOCCH2)2NCH2CH2N(CH2COO^{-})2}}}  of Y4−; dit deeltje kan H+ afstaan (en wordt dan deeltje 5) als opnemen (en gaat dan over in 3), het is amfoteer.

De volgorde waarin de H+ionen worden afgestaan is vergelijkbaar met die voor aminozuren: de echte zuurgroepen staan eerst hun proton af, daarna pas de stikstofatomen. De volgorde van de zuurgroepen (van 2 naar 3 en dan 4) wordt bepaald door de nabijheid van de negatieve lading, waardoor het waterstofion aan de andere kant van de molecule eerder afgestaan zal worden.